# موكريان
مُكريان (بالكردية: موکریان)‏ هي إمارة كُردية امتدّ تاريخها من أواخر القرن الرابع عشر إلى القرن التاسع عشر وكانت تتمحور حول مهاباد. كانت مُكريان جارةً لإمارة برادوست.

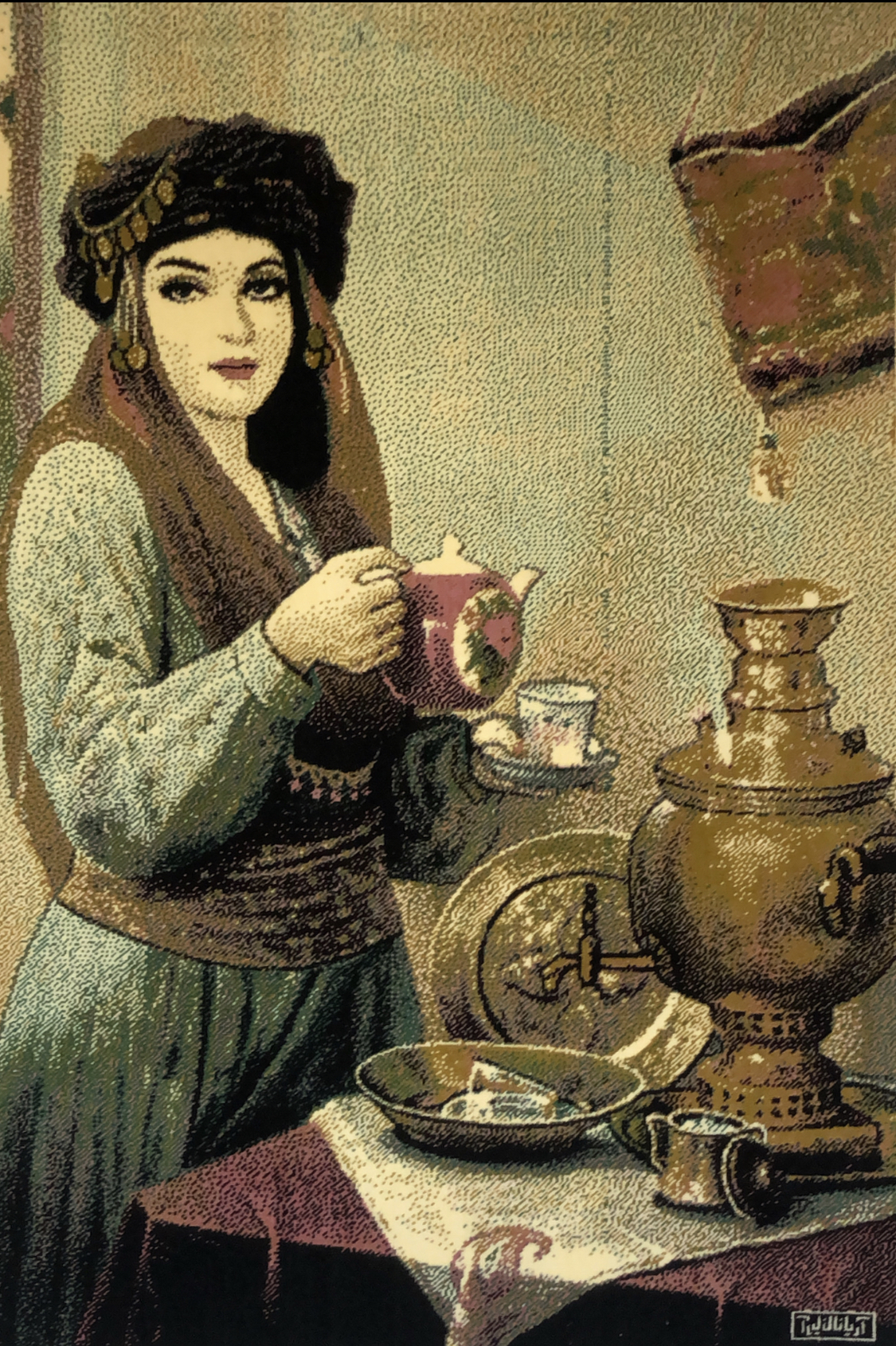
النبلاء الكرديات قندال من مكريان؛ القرن السادس عشر

قبل مكريس، كانت المنطقة يحكمها الهدابانيين. خلال معركة دمدم، احتشد الموكريان حول أكراد برادوست. يقال أن مكريس يتحدث لغةً كُردية نقية للغاية. تزوج عباس الأول الصفوي وهو من بلاد الفرس امرأة نبيلة مُكرية عام 1610م.

## الجغرافيا والقبائل
شملت دولة مكريان جنوب منطقة بحيرة أرومية، بما في ذلك مدن مهاباد، بيرانشهر، أشنوية، سردشت وبوكان  مع مدينة نقدة تاريخيًا يتم تضمينها في مكريان على الرغم من اليوم يشكلون ما يقرب من 35٪ من المدينة.  مدينة سقز تشبه إلى حد بعيد مكريان ثقافيًا، على الرغم من أنها من الناحية السياسية، عملت بشكل أكبر كدولة مدينة خاصة بها. بعض القبائل تشمل دهبروكي وجويرك وقبيلة مانجور ومكري وعميرة وخلقي وشيخ شريف وصليكي وحسن خالي وكاريش وسيلكي وسكير وفقيسي وأبليس وباريك وسليماني وبيي وأمربيل ومرزينك وليط وشويزاي. 